# Município de Pike (condado de Fulton, Ohio)
O município de Pike (em inglês: Pike Township) é um município localizado no condado de Fulton no estado estadounidense de Ohio. No ano de 2010 tinha uma população de 1.854 habitantes e uma densidade populacional de 25,34 pessoas por km².

## Geografia
O município de Pike encontra-se localizado nas coordenadas 41° 37′ 24″ N, 84° 03′ 23″ O. Segundo a Departamento do Censo dos Estados Unidos, o município tem uma superfície total de 73.17 km², da qual 72,69 km² correspondem a terra firme e (0,66 %) 0,48 km² é água.

## Demografia
Segundo o censo de 2010, tinha 1.854 habitantes residindo no município de Pike. A densidade populacional era de 25,34 hab./km². Dos 1.854 habitantes, o município de Pike estava composto pelo 97,14 % brancos, o 0,22 % eram afroamericanos, o 0,11 % eram amerindios, o 0,05 % eram asiáticos, o 1,78 % eram de outras raças e o 0,7 % eram de uma mistura de raças. Do total da população o 4,31 % eram hispanos ou latinos de qualquer raça.